# Chan Chan (singolo)
Chan Chan è un singolo del gruppo musicale cubano Buena Vista Social Club, pubblicato nel 1997 come primo estratto dall'album in studio Buena Vista Social Club.

## Descrizione
Il brano fu composto da Compay Segundo nel 1984 secondo i canoni estetici dei son composti negli anni venti. Nella prima parte della canzone, sono citate quattro località della parte orientale di Cuba: Alto Cedro, Marcané, Cueto e Mayarí, tutte appartenenti alla provincia di Holguín e situate al nord di Santiago. Poi viene raccontata la storia di Juanica e Chan Chan, due innamorati che, per costruire la loro casa, si erano recati su una spiaggia per procurarsi della sabbia. Mentre Juanica si dimenava setacciando la sabbia, Chan Chan era arrossito.
La cronologia delle più importanti registrazioni del brano non sono completamente chiare; tuttavia, secondo la documentazione che esiste negli archivi degli Areret Studios della EGREM, la prima registrazione risale al 1985, con l'interpretazione del gruppo che a quel tempo aveva il poco noto Compay Segundo e dove appariva sua figlia Amparo. Una successiva versione fu incisa nel 1986 da Eliades Ochoa con il Cuarteto Patria ai Siboney Studios di Santiago di Cuba. Nel 1995, presso gli studi Cine Arte di Madrid, fu prodotto, dal musicista spagnolo Santiago Auserón, Antología de Compay Segundo, su doppio CD, un'antologia completa di Compay Segundo registrata in presa diretta, nella quale figura anche Chan Chan.

## Tracce
Testi e musiche di Francisco Repilado, eccetto dove indicato.
CD
1. Chan Chan – 3:59
2. Dos gardenias – 3:04 (Isolina Carrillo)
3. Macusa – 4:06

7"
- Lato A

1. Chan Chan – 3:59

- Lato B

1. Macusa – 4:06

## Formazione
- Eliades Ochoa – voce, chitarra
- Compay Segundo – cori, conga
- Ibrahim Ferrer – cori
- Ry Cooder – chitarra
- Mañuel "Guajiro" Mirabal – tromba
- Orlando "Cachaíto" López – contrabbasso
- Carlos González – bongo
- Alberto "Virgilio" Valdés – maracas
- Joachim Cooder – udu drum